# Adam Rainer

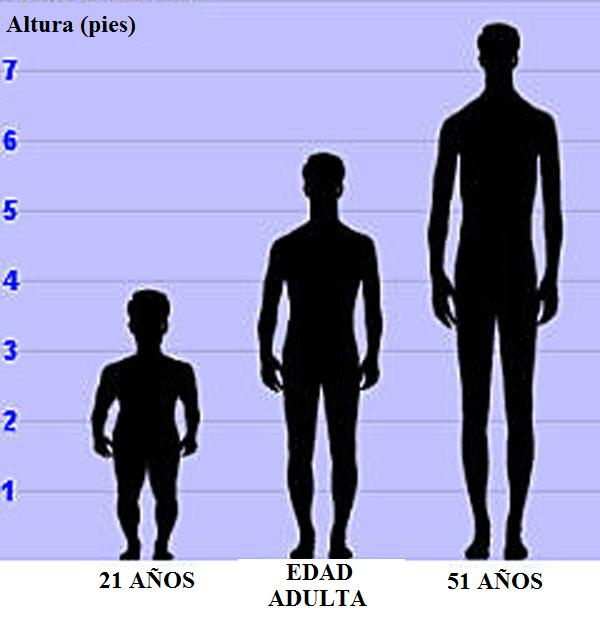
La transición de tamaño de Adam Rainer de presentar enanismo a los 21 años y luego de que se le desarrollará el Tumor en la Hipófisis, presentó gigantismo.

Adam Rainer (Graz, ca. 1899-¿Graz?, 4 de marzo de 1950) fue un austriaco conocido como el único ser humano en la historia en padecer enanismo y gigantismo a lo largo de su vida.
En 1920, a la edad de 23 años (es decir, ya como adulto) Rainer medía 1,18 m (3′ 10″). Adam desarrolló un tumor en la hipófisis (glándula donde se produce la hormona del crecimiento) que le produjo un estirón sin precedentes, de tal manera que, 10 años después, en 1931 medía 2,18 m (7′ 2″). O sea que había crecido un metro en diez años. Debido a este crecimiento desenfrenado Adam quedó postrado en la cama por el resto de su vida.
Cuando murió en 1950 Adam Rainer medía 2,34 m (7′ 8″), había crecido 1,18 m (3′ 10″) cuando era adulto.
En el libro Guinness de los récords aparece como la estatura más variable.